# Delaj
Delaj (en serbe cyrillique : Делај) est un village de l'est du Monténégro, dans la municipalité de Podgorica.

## Démographie

### Évolution historique de la population[1]
| 1948 | 1953 | 1961 | 1971 | 1981 | 1991 | 2003 |
| ---- | ---- | ---- | ---- | ---- | ---- | ---- |
| 60   | 67   | 74   | 122  | 165  | 118  | 65   |